# 에노모토 고다이
에노모토 고다이(일본어: 榎本 滉大, 1994년 11월 5일~)는 일본의 축구 선수이다.

## 구단 경력
그는 2013년부터 2016년까지 센다이 대학에서 활동하였다. 2016년 J1리그의 베갈타 센다이에 입단했다. 2017년 J2리그의 츠바이겐 가나자와로 이적했다. 2017년 8월부터 2018년까지 이와키 FC에서 뛰었다.